# Bolesław Kielski (romanista)
Bolesław Felicjan Kielski (ur. 17 sierpnia 1879 w Limanowej, zm. 16 marca 1965 w Radości) – filolog, romanista, doktor habilitowany, profesor Uniwersytetu Łódzkiego, autor i współautor wielokrotnie wznawianych słowników francusko-polskich.

## Życiorys
Przed I wojną światową opracował do użytku szkolnego komedie Aleksandra Fredry: Pan Geldhab, Pan Jowialski, Zemsta.
W okresie międzywojennym był naczelnikiem Wydziału Sprawozdawczego w Departamencie Ogólnym Ministerstwa Wyznań Religijnych i Oświecenia Publicznego. W latach 30. wykładał język francuski w Wyższej Szkole Dziennikarskiej w Warszawie.
Po II wojnie światowej habilitował się w Katedrze Filologii Romańskiej Uniwersytetu Mikołaja Kopernika w Toruniu.
Tłumaczył powieści Juliusza Verne’a Dwadzieścia tysięcy mil podmorskiej żeglugi. W latach 1950–2004 ukazało się 14 wydań jego tłumaczeń w wydawnictwach Nasza Księgarnia, Zysk i S-ka, Podsiedlik-Raniowski i Spółka i innych.
Pochowany na cmentarzu Powązkowskim w Warszawie (kwatera 333-3-10).
Był mężem Heleny z Fitów Kielskiej (1884–1959).

## Ordery i odznaczenia
- Złoty Krzyż Zasługi (9 listopada 1931)[8]